# Horno

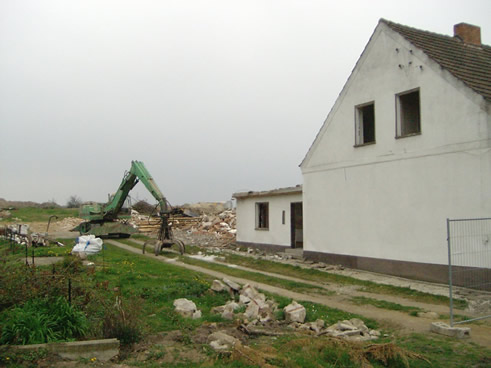
De sloop van Horno in 2004.

Horno (Nedersorbisch: Rogow) was een dorp en gemeente in de Landkreis Spree-Neiße in de deelstaat Brandenburg. Het dorp lag in het bruinkoolwinningsgebied Jänschwalde en moest voor de dagbouw Jänschwalde wijken. Delen van het dorp werden in het midden van 2004 afgebroken, het laatste huis werd in 2005 met de grond gelijk gemaakt. Bij de afbraak sneuvelde onder andere de middeleeuwse kerk. De meeste inwoners behoorden tot de Sorbische minderheid, wat ook een reden was voor veel protest rond de afbraak.
Het grootste deel van de bevolking is overgeplaatst naar het nieuwe stadsdeel Neu-Horno van Forst (Lausitz), naar Cottbus, Guben, Peitz (naar de wijk Hornoer Ring) of naar omliggende dorpen. Het gebied van de gemeente Horno is op 1 juli 1998 naar de gemeente Jänschwalde overgegaan.